# Villadiego
Villadiego è un comune spagnolo di 1 527 abitanti situato nella comunità autonoma di Castiglia e León.

## Località
Il comune comprende le seguenti località:
- Acedillo
- Arenillas de Villadiego
- Barrios de Villadiego
- Barruelo de Villadiego
- Boada de Villadiego
- Brullés
- Bustillo del Páramo
- Castromorca
- Coculina
- Fuencivil
- Hormazuela
- Hormicedo
- Icedo
- Los Valcárceres
- Melgosa de Villadiego
- Olmos de la Picaza
- Palazuelos de Villadiego
- Quintanilla de la Presa
- Rioparaíso
- Sandoval de la Reina
- Tablada de Villadiego
- Tapia de Villadiego
- Villadiego (capoluogo)
- Villahernando
- Villahizán de Treviño
- Villalbilla de Villadiego
- Villalibado
- Villanoño
- Villanueva de Odra
- Villanueva de Puerta
- Villaúte
- Villavedón
- Villusto